# Rebellion (miniserie)
Rebellion es una miniserie de televisión de cinco episodios de 2016, producida por la televisión irlandesa RTÉ, que dramatiza los eventos que rodearon el Alzamiento de Pascua de 1916. La serie fue protagonizada por Niamh Cusack, Brian Gleeson y Charlie Murphy, entre otros.

## Argumento
La miniserie de televisión de cinco partes de RTÉ representan personajes ficticios en Dublín durante el Alzamiento de Pascua de 1916. El drama conmemorativo comienza con el estallido de la Primera Guerra Mundial. A medida que las expectativas de una corta y gloriosa campaña se desvanecen, la estabilidad social se erosiona y el nacionalismo irlandés pasa a primer plano. Los sucesos tumultuosos que siguen se ven a través de los ojos de un grupo de amigos de Dublín, Belfast y Londres, ya que desempeñan papeles vitales y conflictivos en la narrativa de la independencia de Irlanda.

## Reparto
- Brian Gleeson - Jimmy Mahon
- Charlie Murphy - Elizabeth Butler
- Ruth Bradley - Frances O'Flaherty
- Sarah Greene - May Lacy
- Michelle Fairley - Dolly Butler
- Ian McElhinney - Edward Butler
- Michael Ford-FitzGerald - Harry Butler
- Paul Reid - Stephen Duffy Lyons
- Barry Ward - Arthur Mahon
- Lydia McGuinness - Peggy Mahon
- Jordanne Jones - Minnie Mahon
- Jason Cullen - Peter Mahon
- Jaeylynne Wallace Ruane - Sadie Mahon
- Millie Donnelly - Gracie Mahon
- Tom Turner - Charles Hammond
- Perdita Weeks - Vanessa Hammond
- Barry Keoghan - Cormac McDevitt
- Stephen Mullan - Éamon de Valera
- Brian McCardie - James Connolly
- Marcus Lamb - Patrick Pearse
- Sebastian Thommen - Michael Collins
- Lalor Roddy - Thomas Clarke
- Camille O'Sullivan - Constance Markievicz
- Jack Shepherd - General William Lowe
- Sean Fox - Sean McDermott
- Andrew Simpson - George Wilson
- Gus McDonagh - Monseñor Mulcahy
- Steve Wall - Detective Coleman
- Laurence O'Fuarain - Desmond Byrne
- Sophie Robinson - Ingrid Webster
- Joanne Brennan - Dra. Kathleen Lynn
- Niamh Cusack - Nelly Cosgrave
- Fiesta de Michael - Sir Matthew Nathan
- Ryan McAllister - Sylvester el mayordomo
- Stefan Dunbar - Cabo Stewart
- Ruairí rumbo - Fusilero McGarry
- Jane Herbert - Gretta la criada
- Kieran O'Reilly - Capitán Robert Barton
- James Craze - Blimey O'Connor
- Barry Barnes - Constable James O'Brien
- John Connors - Michael Molloy
- Barry McGovern - Arzobispo William Walsh
- Paul McCloskey - Sargento McAuley
- Keith Patrick Byrne - Barman
- Adrian Hudson - Lofty Lloyd
- Charlie Bonner - William Wylie
- Mark Lambert - Brigadier Blackader
- Ann Skelly - Biddy Lambert
- Edwin Mullane - Brophy
- Charlie Kelly - Fusillier O'Hanlon
- Patrick Buchanan - Capitán Bowen-Colthurst
- Eemeli Louhimies - Milo
- Andrei Alen - Capitán Heathcote
- Elva Trill - Ms. Esme Quinn
- Ian Toner - Teniente Mick Malone
- Jack Hickey - Seán Connolly
- Paul Booth - Capitán Lee-Wilson

## Episodios
| Núm. | Título original | Título en España          | Fecha de emisión original |
| 1 | Young Guns      | Pistolas para los jóvenes | 3 de enero de 2016        |
| --- | --------------- | ------------------------- | ------------------------- |
| Mientras los nacionalistas irlandeses planean derrocar el dominio británico, los amigos May, Frances y Elizabeth siguen caminos separados para poder hacer su parte. |                 |                           |                           |
| 2 | To Arms         | A las armas               | 10 de enero de 2016       |
| El lunes de Pascua, unos pocos cientos de rebeldes lanzaron su ataque tomando por sorpresa a las autoridades y turistas de los dublinés. El amante se enfrenta a un amante, un amigo contra un amigo y un hermano contra su hermano a medida que la rebelión se afianza. |                 |                           |                           |
| 3 | Under Siege     | El asedio                 | 17 de enero de 2016       |
| Tres días después de un asedio, los rebeldes buscan el reconocimiento internacional de la independencia de Irlanda, pero las fuerzas británicas se están acercando. Elizabeth, Frances y Jimmy están atrapados en la acción en el GPO.                                   |                 |                           |                           |
| 4 | Surrender       | La rendición              | 24 de enero de 2016       |
| Ante los abrumadores refuerzos británicos, los rebeldes se rinden. Siguen marciales cortes militares y ejecuciones. Mientras tanto, la tragedia golpea a la familia Mahon cuando su pequeño hijo Peter es asesinado a tiros.                                             |                 |                           |                           |
| 5 | The Reckoning   | El ajuste de cuentas      | 31 de enero de 2016       |
| Cuando el polvo se asienta con la rebelión, May, Elizabeth y Frances lidian con las consecuencias de sus acciones. |                 |                           |                           |

## Producción
La serie fue dirigida por el director finlandés Aku Louhimies y escrita por Colin Teevan, con los productores ejecutivos Catherine Magee, Clare Alan y Colin Teevan.
RTÉ aseguró €400 000 en fondos de la Autoridad de Radiodifusión de Irlanda en 2014. En mayo de 2015, RTÉ confirmó que produciría una serie dramática conmemorativa del 100.º Aniversario del Levantamiento de 1916; el espectáculo fue filmado durante el verano de 2015 en Dublín. En diciembre de 2015, RTÉ Television confirmó que la serie se estrenaría a principios de enero en la televisión irlandesa. La serie, que costó €6 millones, es la serie dramática más cara producida por la emisora pública. RTÉ y Zodiac Media, la compañía de producción que hizo Rebellion, producirán una serie secuela, titulada Rebellion: Two States, ambientada durante la Guerra de la Independencia.

## Recepción
Después de su primera transmisión, el episodio piloto tuvo una audiencia de 619 000 espectadores. El 41% de la audiencia disponible sintonizó RTÉ One para ver el episodio de apertura de la serie de cinco partes, con otras 45 000 personas en RTÉ One +1 y más de 9 000 personas que lo vieron en RTÉ Player.
The Irish Times dio al primer episodio una crítica favorable. El Irish Mirror afirmó que la serie estaba "destinada a la controversia de la corte". El Dr. Shane Kenna, historiador y conferenciante del Trinity College, Dublin, criticó la serie por su "pobre guión ahistórico sin ningún beneficio educativo". La serie fue vapuleada en las redes sociales, con muchos espectadores criticando sus inexactitudes históricas. Pat Stacey, de Irish Independent, escribió negativamente sobre el diálogo y dijo: "los personajes no conversaron tanto como tiraron las losas de texto que se levantaron en el aire por un momento, antes de estrellarse contra el suelo", concluyendo que "no es una precisión histórica de la que la Rebelión tenga que preocuparse, es una mala escritura pasada de moda, aliada con una dirección desalentadoramente plana".